# Saint-Alban-Leysse
 Saint-Alban-Leysse  es una población y comuna francesa, en la región de Ródano-Alpes, departamento de Saboya, en el distrito de Chambéry y cantón de Saint-Alban-Leysse.

## Demografía
| 2259 | 2837 | 2996 | 2797 | 3858 | 5071 |
| Para los censos de 1962 a 1999 la población legal corresponde a la población sin duplicidades (Fuente: INSEE [Consultar]) |      |      |      |      |      |